# Colinas de Sonoidag
Colinas de Sonoidag är en ort i Mexiko.   Den ligger i kommunen General Plutarco Elías Calles och delstaten Sonora, i den nordvästra delen av landet, 1 900 km nordväst om huvudstaden Mexico City. Colinas de Sonoidag ligger 401 meter över havet och antalet invånare är 289.
Terrängen runt Colinas de Sonoidag är varierad. Runt Colinas de Sonoidag är det mycket glesbefolkat, med 4 invånare per kvadratkilometer. Närmaste större samhälle är Sonoyta, 2,5 km söder om Colinas de Sonoidag. Omgivningarna runt Colinas de Sonoidag är i huvudsak ett öppet busklandskap.